# گاباپنتین اناکاربیل
گاباپنتین اناکاربیل (به انگلیسی: Gabapentin enacarbil) یک داروی ضد تشنج و ضد درد از دسته گاباپنتینوئیدها و پیش داروی گاباپنتین است. این دارو برای افزایش فراهمی زیستی خوراکی نسبت به گاباپنتین طراحی شده بود، و آزمایش های انسانی نشان داد که گاباپنتین آزادسازی طولانی‌تری با تقریباً دو برابر فراهمی زیستی کلی ایجاد می‌کند، به‌ویژه زمانی که با یک وعده غذایی چرب مصرف شود. گاباپنتین اناکاربیل آزمایش‌های بالینی انسانی را برای درمان سندرم پای بی‌قرار پشت سر گذاشته است و نتایج اولیه نشان داده است که آن را به خوبی تحمل می‌کند و به طور منطقی مؤثر است.